# Benoît Lecomte
Pour les articles homonymes, voir Lecomte.
Benoît Lecomte (dit Ben Lecomte), né en 1967 à Enghien-les-Bains, est un nageur longue distance français, naturalisé américain. Il est connu comme le premier homme à avoir traversé l’océan Atlantique à la nage sans planche en 1998,. Cet exploit avait permis de sensibiliser et lever des fonds pour la recherche sur le cancer, en hommage à son père. 
Le nageur se prépare depuis novembre 2011 pour The Longest Swim, la traversée de l'océan Pacifique à la nage, de Tokyo à San Francisco, qu'il débute en juin 2018.

## Biographie

### 1998: Traversée de l'océan Atlantique
En 1998, il est le premier à traverser l'océan Atlantique à la nage et sans planche entre Hyannis, dans le Massachusetts, et la Bretagne, en France. Son objectif était de collecter de l'argent, en hommage à son père, au profit de la recherche contre le cancer.
Lors de sa traversée de 5 980 kilomètres, il était accompagné d'un voilier de 40 pieds (environ 12 mètres), sur lequel il pouvait se reposer et se restaurer entre deux sessions de nage. Il émettait un champ magnétique de 8 mètres autour de lui afin d'éloigner les requins. Cela ne l'a cependant pas empêché de tomber sur des tortues, des dauphins ou des méduses.
Cet exploit, réalisé en 1998, a duré 73 jours,, avec 6 à 8 heures de nage par jour en sessions de deux heures. Durant cette traversée, il a fait une pause étape aux Açores.

### Depuis 2011: Préparation deThe Longest Swim
En novembre 2011, Benoît Lecomte annonce sa tentative de traversée de l'océan Pacifique à la nage : The Longest Swim,,,. 
Ben nagera à côté du Discoverer, un voilier de 67 pieds (environ 20 mètres) qui le guidera sur sa route de Tokyo à San Francisco. Il dormira à bord tous les soirs de la traversée. Chaque matin, le voilier ramènera Ben dans l’eau à la position GPS où il s’était arrêté la veille. 
À bord de Discoverer, huit membres d’équipage seront chargés de naviguer et d’assister Ben tout au long du voyage.
L’équipage en mer sera en contact jour et nuit avec une équipe de soutien sur terre :
- les médecins et nutritionnistes[12] analyseront à distance les conditions physiques de Ben et apporteront leur soutien en cas de besoin ;
- les experts en météorologie maritime fourniront des relevés météo quotidiens et des conseils de navigation.

En tant que « scientifiques citoyens », l’équipage de Discoverer prélèvera des échantillons pour la recherche océanique et médicale, il communiquera avec plusieurs partenaires scientifiques pour partager et analyser les données récoltées pendant la traversée.
The Longest Swim est aussi une aventure participative, l’équipage interagira avec le public via les réseaux sociaux et le streaming vidéo pour transporter les internautes au milieu de l’océan et partager avec eux le quotidien de Benoît et de son équipage.
Le mardi 5 juin 2018, Benoît Lecomte entame sa traversée de l'océan Pacifique. Le 2 août, il est contraint de suspendre temporairement sa traversée à cause de deux typhons faisant rage dans l'océan Pacifique et à rentrer au Japon sur le bateau qui l'accompagne durant sa traversée. A ce jour, il a déjà parcouru 800 km.